# Flags of Our Fathers
Flags of Our Fathers är en amerikansk historisk krigsfilm från 2006 som baseras på den amerikanska författaren James Bradleys roman med samma namn. Filmen regisserades av Clint Eastwood och berättar om hur en grupp amerikanska marinkårssoldater vann slaget om den japanska ön Iwo Jima under andra världskriget samt hur den amerikanska flaggan restes. 
På Oscarsgalan 2006 nominerades filmen för två Oscars i kategorierna Bästa ljudredigering och Bästa ljud, men förlorade mot Letters from Iwo Jima respektive Dreamgirls. 

## Rollista (i urval)

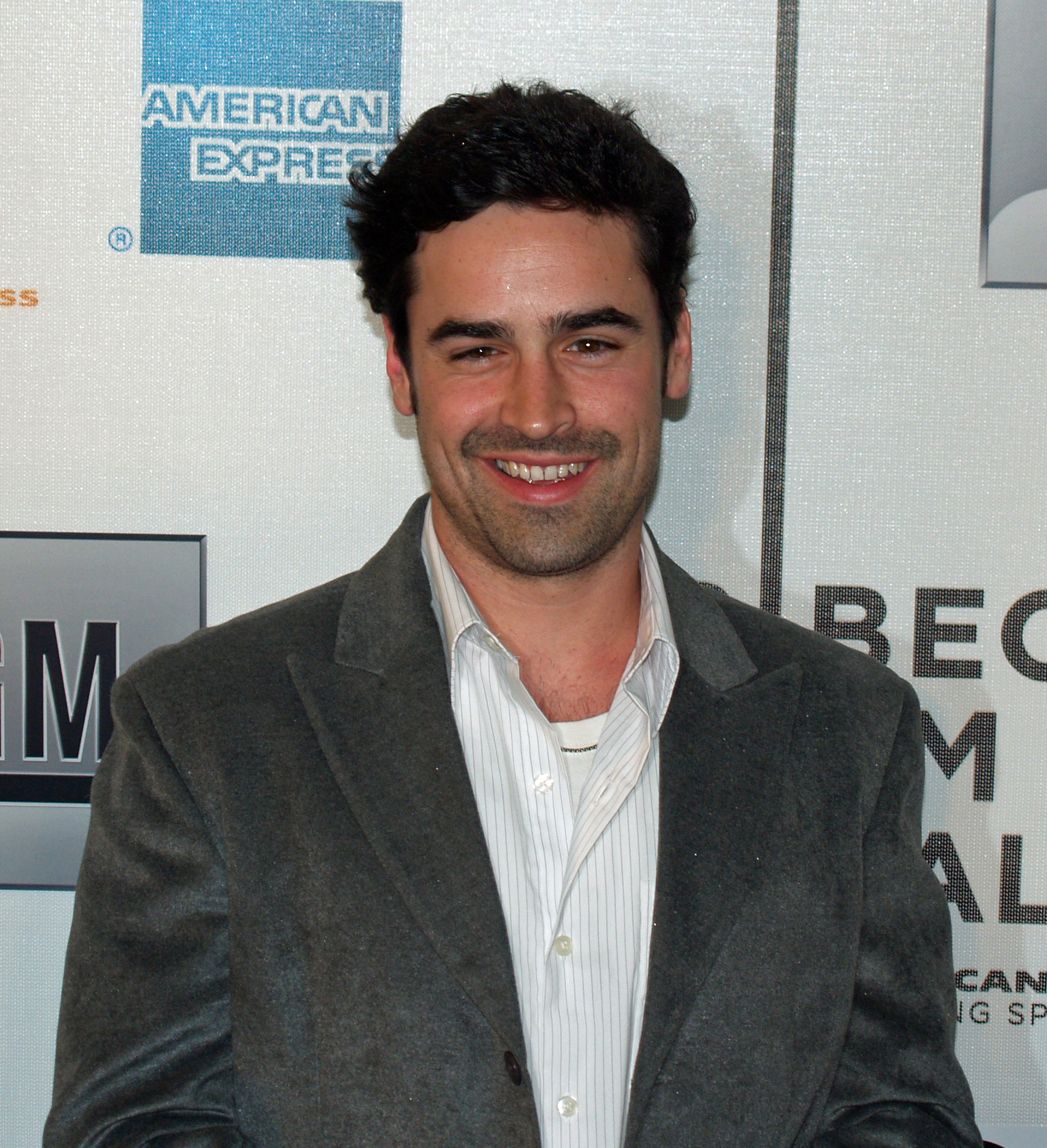
Jesse Bradford som spelar Rene Gagnon
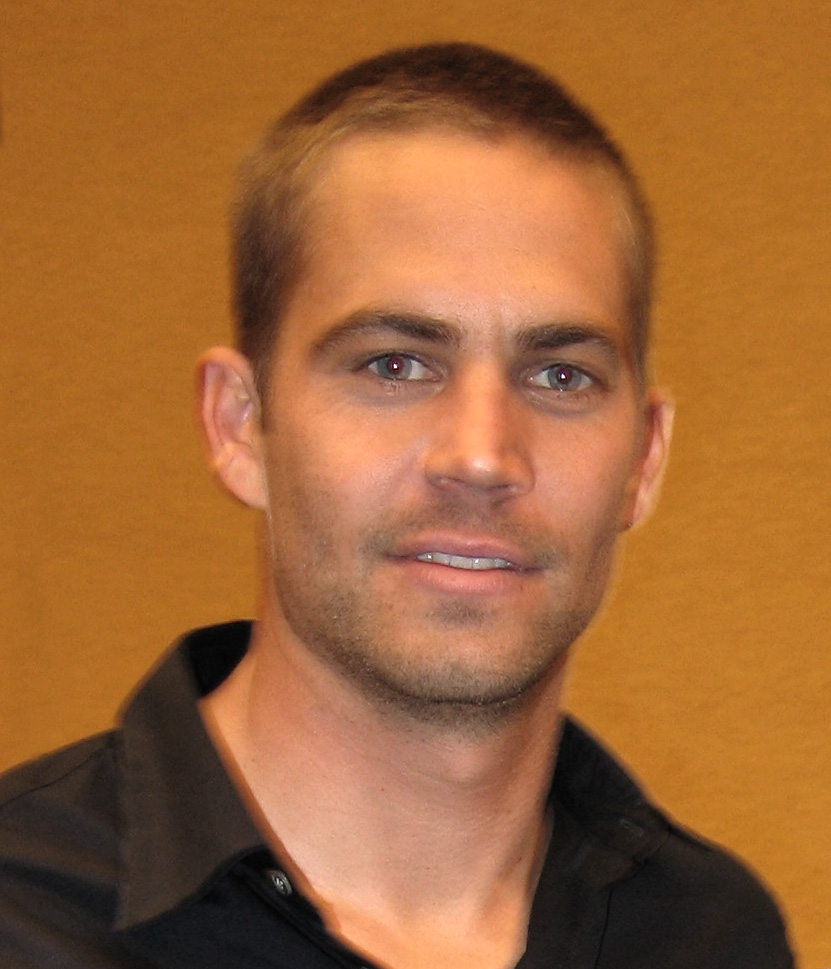
Paul Walker innehar rollen som sergeant Hank Hansen
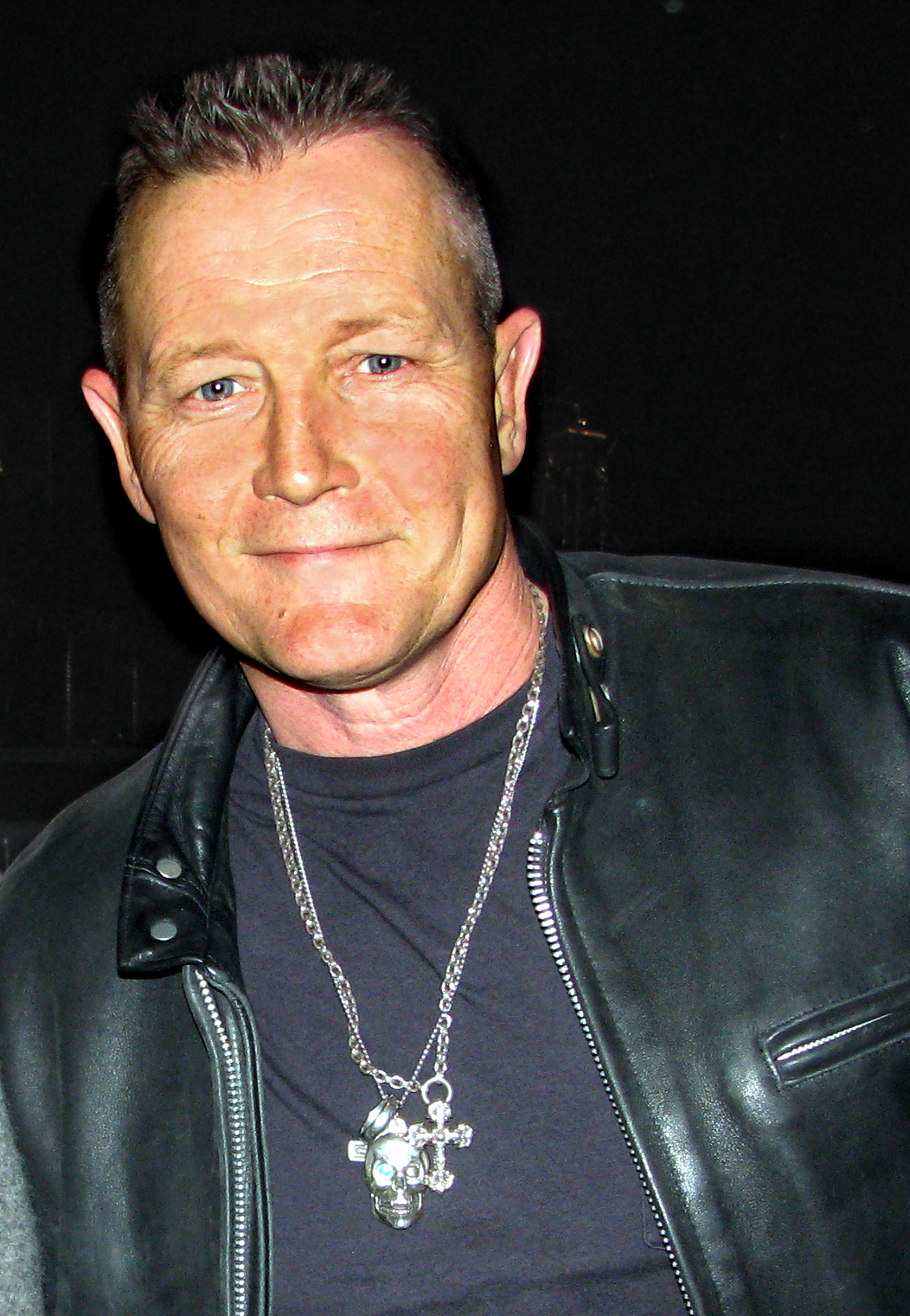
Robert Patrick spelar överste Chandler Johnson
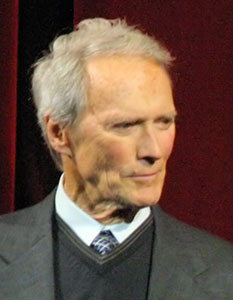
Clint Eastwood, som regisserade filmen samt skrev musiken Flags of Our Fathers.

| Skådespelare           | Roll                                |
| ---------------------- | ----------------------------------- |
| Ryan Phillippe         | John "Doc" Bradley                  |
| Jesse Bradford         | Menige Rene Gagnon                  |
| Adam Beach             | Menige Ira Hayes                    |
| John Benjamin Hickey   | Keyes Beech                         |
| John Slattery          | Bud Gerber                          |
| Barry Pepper           | Sergeant Mike Strank                |
| Jamie Bell             | Menige Ralph "Iggy" Ignatowski      |
| Paul Walker            | Sergeant Henry "Hank" Hansen        |
| Robert Patrick         | Överste Chandler Johnson            |
| Neal McDonough         | Kapten Dave Severance               |
| Melanie Lynskey        | Pauline Georgette Harnois           |
| Tom McCarthy           | James Bradley                       |
| Chris Bauer            | General Alexander Vandegrift        |
| Judith Ivey            | Belle Block                         |
| Myra Turley            | Madeline Evelley                    |
| Joseph Cross           | Menige Franklin Sousley             |
| Benjamin Walker        | Korpral Harlon Block                |
| Alessandro Mastrobuono | Korpral Charles W. "Chuck" Lindberg |
| Scott Reeves           | Menige Roberto Lundsford            |
| Stark Sands            | Walter Gust                         |
| George Grizzard        | Gamle John Bradley                  |
| Harve Presnell         | Gamle Dave Severance                |
| George Hearn           | Gamle Walter Gust                   |
| Len Cariou             | Gamle Keyes Beech                   |
| Christopher Curry      | Ed Block                            |
| Bubba Lewis            | Belles unge son                     |
| Beth Grant             | Mrs. Gagnon                         |
| Connie Ray             | Mrs. Sousley                        |
| Ann Dowd               | Mrs. Strank                         |
| Mary Beth Peil         | Mrs. Bradley                        |
| David Patrick Kelly    | President Harry S. Truman           |
| Jon Polito             | Borough President                   |
| Ned Eisenberg          | Joe Rosenthal                       |
| Gordon Clapp           | General "Howlin' Mad" Smith         |
| V.J. Foster            | Major på plan                       |
| Kirk B.R. Woller       | Bill Genaust                        |
| Brian Kimmet           | Sergeant Boots Thomas               |

## Musik i filmen
- Knock Knock, skriven och framförd av Kyle Eastwood, Michael Stevens, Andrew McCormack och Graeme Flowers
- Summit Ridge Drive, skriven av Artie Shaw och framförd av hans musikband Gramercy Five
- I'll Walk Alone, skriven av Sammy Cahn och Jule Styne, framförd av Dinah Shore
- Vict'ry Polka, skriven av Sammy Cahn och Jule Styne
- Any Bonds Today?, skriven av Irving Berlin
- Flags of Our Fathers, skriven av Clint Eastwood, framförd av Bruce Forman, Kyle Eastwood, Michael Stevens, Andrew McCormack och Graeme Flowers